# 紀元前558年
紀元前558年（きげんぜん558ねん）は、西暦（ローマ暦）による年。紀元前1世紀の共和政ローマ末期以降の古代ローマにおいては、ローマ建国紀元196年として知られていた。紀年法として西暦（キリスト紀元）がヨーロッパで広く普及した中世時代初期以降、この年は紀元前558年と表記されるのが一般的となった。

## 他の紀年法
- 干支 : 癸卯
- 日本
  - 皇紀103年
  - 綏靖天皇24年
- 中国
  - 周 - 霊王14年
  - 魯 - 襄公15年
  - 斉 - 霊公24年
  - 晋 - 悼公15年
  - 秦 - 景公19年
  - 楚 - 康王2年
  - 宋 - 平公18年
  - 衛 - 殤公元年
  - 陳 - 哀公11年
  - 蔡 - 景侯34年
  - 曹 - 成公20年
  - 鄭 - 簡公8年
  - 燕 - 武公16年
  - 呉 - 諸樊3年
- 朝鮮
  - 檀紀1776年
- ユダヤ暦 : 3203年 - 3204年

## できごと

### 中国
- 宋の向戌が使節として魯を訪れ、劉で盟を結んだ。
- 周の劉夏が斉に王后を迎えた。
- 楚の子庚（公子午）が令尹となり、公子罷戎が右尹となり、蔿子馮が大司馬となり、公子橐師が右司馬となり、公子成が左司馬となり、屈到が莫敖となった。
- 鄭の尉氏・司氏の乱の後、宋に逃れていた堵女父・尉翩・司斉が鄭に引き渡され、処断された。
- 斉の霊公が魯の北辺を侵し、成を包囲した。魯の襄公は成を救援し、遇に達した。季孫宿と叔孫豹が軍を率いて成の外郭を築いた。
- 邾が魯の南辺を侵した。
- 鄭の公孫夏が晋に赴いた。

## 死去
- 悼公 - 晋の君主